# Городские населённые пункты Северной Осетии
В состав Северной Осетии входит 7 городских населённых пунктов, в том числе:
- 6 городов, среди которых выделяются:
  - 1 город республиканского подчинения (в списке выделен оранжевым цветом) — в рамках организации местного самоуправления образует отдельный городской округ,
  - 5 городов районного подчинения (в рамках организации местного самоуправления входят в муниципальные районы),
- 1 посёлок городского типа (в списке выделен серым цветом).

## Список городов и пгт
| № | название    | район/ город республиканского подчинения | население (чел.) | основан | статус города/пгт | герб |
| - | ----------- | ---------------------------------------- | ---------------- | ------- | ----------------- | ---- |
| 1 | Алагир      | Алагирский район                         | ↘21 253          | 1850    | 1938              |      |
| 2 | Ардон       | Ардонский район                          | ↗18 960          | 1823    | 1964              |      |
| 3 | Беслан      | Правобережный район                      | ↗36 199          | 1847    | 1950              |      |
| 4 | Владикавказ | город Владикавказ                        | ↗293 287         | 1784    | 1860              |      |
| 5 | Дигора      | Дигорский район                          | ↗10 120          | 1852    | 1962              |      |
| 6 | Заводской   | город Владикавказ                        | ↗15 316          |         | 1968              |      |
| 7 | Моздок      | Моздокский район                         | ↘34 841          | 1763    | 1785              |      |

### Бывшие пгт
- Беслан — пгт с 1938 года. Преобразован в город в 1950 году.
- Бурон — пгт с 1954 года. Преобразован в сельский населённый пункт в 2005 году.
- Верхний Згид — пгт с 1950 года. Преобразован в сельский населённый пункт в 2005 году.
- Верхний Фиагдон — пгт с 1963 года. Преобразован в сельский населённый пункт в 2005 году.
- Мизур — пгт с 1941 года. Преобразован в сельский населённый пункт в 2005 году.
- Садон — пгт с 1938 года. Преобразован в сельский населённый пункт в 2005 году.
- Холст — пгт с 1968 года. Преобразован в сельский населённый пункт в 2005 году.